# Александар Груден
Александар Саша Груден (Ужице, 12. јануар 1938) српски је филмски и позоришни глумац. 
Супруг је лекарке и политичарке Слободанке Груден, која је од 1992. до 1994. године била председница Скупштине града Београд.

## Биографија
Александар Саша Груден је рођен 12. јануара 1938. године у Ужицу, од оца Оскара, зубара, Словенца из Набрежине код Трста и мајке Зоре Јехличка из Ужица, учитељице клавира, која је била поријеклом Чехиња. Растао је у многочланој породици са 11 браће и сестара.

## Филмографија
Глумац | Заменик редитеља | Селф | 
| Глумац | ▲ |
| ------ | - |

Дугометражни филм | ТВ филм | ТВ серија | ТВ мини серија | ТВ кратки филм
|                   | 1950 | 1960 | 1970 | 1980 | 1990 | 2000 | Укупно |
| ----------------- | ---- | ---- | ---- | ---- | ---- | ---- | ------ |
| Дугометражни филм | 1    | 5    | 0    | 1    | 0    | 2    | 9      |
| ТВ филм           | 1    | 3    | 5    | 1    | 3    | 0    | 13     |
| ТВ серија         | 0    | 7    | 0    | 4    | 12   | 5    | 28     |
| ТВ мини серија    | 0    | 0    | 0    | 1    | 0    | 0    | 1      |
| ТВ кратки филм    | 0    | 0    | 1    | 0    | 0    | 0    | 1      |
| Укупно            | 2    | 15   | 6    | 7    | 15   | 7    | 52     |
|           | Назив                   | Улога                  |
| --------- | ----------------------- | ---------------------- |
| 1958      | Четири километра на сат | Ученик Милан           |
| 1960-te ▲ |                         |                        |
| 1961      | Солунски атентатори     | /                      |
| 1962      | Звиждук у осам          | Љубоморни момак        |
| 1966      | Рој                     | /                      |
| 1966      | Штићеник                | Студент                |
| 1967      | Јутро                   | Лазовић (као С Груден) |
| 1980-te ▲ |                         |                        |
| 1983      | Човек са четири ноге    | /                      |
| 2000-te ▲ |                         |                        |
| 2003      |                         | Хрватски војник        |
| 2005      | Буђење из мртвих        | Матори резервиста      |
|           | Назив                         | Улога       |
| --------- | ----------------------------- | ----------- |
| 1959      | Новела од Станца              | /           |
| 1960-te ▲ |                               |             |
| 1961      | Нема непознатих острва        | /           |
| 1967      | Неутешни поштар               | /           |
| 1969      | Аутостопер                    | /           |
| 1970-te ▲ |                               |             |
| 1972      | Розенбергови не смеју да умру | /           |
| 1972      | Милева Ајнштајн               | Луј Кол Роз |
| 1973      | Краљ Иби                      | /           |
| 1974      | Зашто је пуцао Алија Алијагић | /           |
| 1976      | Посета старе даме             | ТВ репортер |
| 1980-te ▲ |                               |             |
| 1989      | Свети Георгије убива аждаху   | Редов       |
| 1990-te ▲ |                               |             |
| 1990      | Покојник                      | Адолф Шварц |
| 1996      | Филомена Мартурано            | Ноцела      |
| 1998      | Бекство                       | Голован     |
| Од | До | Назив | Улога |
| -- | -- | ----- | ----- |

| 1980-te ▲ | 1980-te ▲ | 1980-te ▲ | 1980-te ▲ |
| --------- | --------- | --------- | --------- |

| 1990-te ▲ | 1990-te ▲ | 1990-te ▲ | 1990-te ▲ |
| --------- | --------- | --------- | --------- |

| 2000-te ▲ | 2000-te ▲ | 2000-te ▲ | 2000-te ▲ |
| --------- | --------- | --------- | --------- |

|      | Назив            |
| ---- | ---------------- |
| 1972 | Паљење рајхстага |
| Од | До | Назив | Улога |
| -- | -- | ----- | ----- |

| Заменик редитеља | ▲ |
| ---------------- | - |

Дугометражни филм | ТВ филм
|                   | 1970 | 1980 | Укупно |
| ----------------- | ---- | ---- | ------ |
| Дугометражни филм | 1    | 0    | 1      |
| ТВ филм           | 2    | 1    | 3      |
| Укупно            | 3    | 1    | 4      |
|      | Назив  |
| ---- | ------ |
| 1970 | Лилика |
|           | Назив                           |
| --------- | ------------------------------- |
| 1972      | Милева Ајнштајн                 |
| 1974      | Генерали или сродство по оружју |
| 1980-te ▲ |                                 |
| 1983      | Кореспонденција                 |
| Селф | ▲ |
| ---- | - |

ТВ документарна серија | ТВ документарни филм
|                        | 1990 | 2000 | Укупно |
| ---------------------- | ---- | ---- | ------ |
| ТВ документарна серија | 1    | 0    | 1      |
| ТВ документарни филм   | 0    | 1    | 1      |
| Укупно                 | 1    | 1    | 2      |
| Од | До | Назив | Улога |
| -- | -- | ----- | ----- |

|      | Назив                                       |
| ---- | ------------------------------------------- |
| 2006 | Премлади за педесете - 50 година Атељеа 212 |